# Phantasmagoria (spel)
Phantasmagoria är ett peka-och-klicka-äventyr-skräckspel av Roberta Williams för MS-DOS och Microsoft Windows, släppt av Sierra On-Line 24 augusti 1995. Det handlar om Adrienne Delaney (Victoria Morsell), en författare som med sin man, Donald "Don" Gordon (David Homb), köper en stor herrgård. Hon blir snabbt terroriserad av övernaturliga krafter. Spelet gjordes i en period då interaktiva spel med filmer och skådespelare (FMV) var mycket populära och präglades av skådespelare i både filmsekvenser och i själva spelet. Spelet blev ökänt för sin våldtäktsscen och de andra våldsscenerna, där man får se hur Zoltan Carnovash mördar sina fruar.
Williams hade länge planerat att göra ett skräckspel, men hon väntade i åtta år för att mjukvaruteknologin skulle utvecklas. Fler än 200 personer var involverade i att färdigställa Phantasmagoria, vilket var baserat på Williams manus på 550 sidor, ungefär fyra gånger fler än en vanlig Hollywood-film. Det tog mer än två år att utveckla och fyra månader att filma.
Spelet regisserades av Peter Maris och spelas av tjugofem skådespelare, och alla spelar framför blue screen. De flesta spel på den tiden innehöll 80-100 bakgrunder, medan Phantasmagoria har fler än 1 000. En Hollywood-studio, proffs på specialeffekter, var med i utvecklingen. Musiken i spelet inkluderar en neo-Gregoriansk sång sjungen av en 135-mannakör. Sierra betonade att spelet var avsett för en vuxen publik, och Sierra skickade det beredvilligt till åldersbetygssystemet ESRB och inkluderade ett lösenordsskyddat censursystem i spelet som alternativ för att tona ner det grafiska innehållet.
Phantasmagoria släpptes på sju CD efter många uppskjutna släpp, men det blev en finansiell succé. Bruttoinkomsten var 12 miljoner dollar helgen som spelet släpptes, och blev ett av de bäst säljande spelen 1995. Spelet fick blandade reaktioner, positiva för grafiken och spänningen, negativa för det långsamma tempot och lätta gåtor att lösa. Spelet drog också till sig kontroverser, speciellt för en våldtäktsscen. CompUSA och andra återförsäljare vägrade sälja det, religiösa organisationer och politiker fördömde spelet, och det blev inte ratificerat i Australien.
En uppföljare, Phantasmagoria: A Puzzle of Flesh släpptes 1996. Williams var inte inblandad i det spelet.